# Géranine A
La géranine A est une propélargonidine de type A. On peut la trouver dans Geranium niveum, une plante herbacée sauvage originaire du Mexique utilisée en médecine traditionnelle.
On trouve également dans cette plante la géranine B (épi-catéchine-(4β→8, 2β→O→7)-afzéléchine), la mahuannine B, la reynoutrine, l'hypérine, le gallate de méthyle et l'acide 3-béta-cafféoyl-12-oléanen-28-oique.
La géranine A montre une activité antiparasitaire.